# 보령해저터널
보령해저터널은 충청남도 보령시 대천항과 원산도를 잇는 6.9km의 해저 터널(국도 제77호선의 일부)이다. 보령해저터널과 원산안면대교의 개통으로 보령시 대천해수욕장과 태안군 안면도 영목항의 거리가 95km에서 14km로, 소요시간은 90분에서 10분으로 단축되었다. 해당 터널이 개통되면 안면도에 사는 주민들이 태안군, 서산시, 홍성군을 통해 돌아가야 할 불편을 크게 줄일 수 있다. 보령시민들이 안면도로 올 때도 위와 유사한 불편과 애로사항 등을 대폭적으로 줄일 수 있을 것으로 기대된다.

## 같이 보기
- 원산안면대교